# George Charles Champion

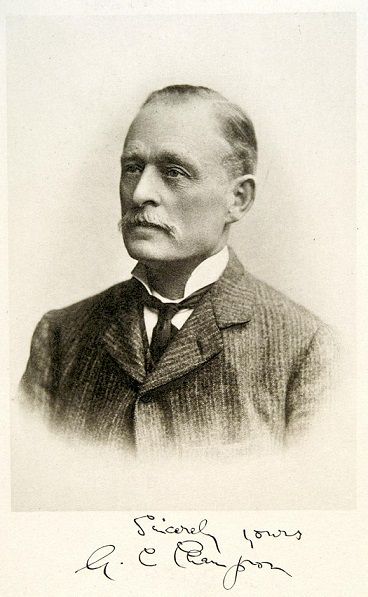
George Charles Champion

George Charles Champion (29 de abril de 1851, Walworth, South London - 8 de agosto de 1927) foi um entomologista inglês especializado no estudo de besouros. Ele era o filho mais velho de George Champion.

## Biografia
Incentivado por J. Platt-Barret, GC Champion começou a colecionar besouros aos 16 anos. O trabalho inicial de Champion foi principalmente nos condados de origem. Reconhecido como um coleóptero sério, ele aceitou um cargo de colecionador para Frederick DuCane Godman e Osbert Salvin para trabalhar em Biologia Centrali-Americana. Champion deixou a Inglaterra em fevereiro de 1879 para a Guatemala, onde chegou em 16 de março a Puerto San José, no Pacífico. Ele então começou vários anos de jornada com coleta intensiva de espécimes, até 07 de abril de 1881, quando viajou de barco para o Panamá. Em 20 de abril de 1881, ele listou a cidade do Panamá para a província de Chiriqui, onde permaneceu viajando e coletando até o início de 1883 antes de voltar para a cidade do Panamá em 18 de março de 1883, visitando alguns lugares antes de deixar o Panamá em 21 de maio de 1883. As coleções são descritas em uma série de artigos que ele escreveu para a Entomologist's Monthly Magazine, além de um resumo da rota em Entomologica News (1907, Vol. XVIII, p.33-44). Ele retornou com sucesso à Inglaterra em 1883 com cerca de 15.000 espécies de insetos, muitos aracnídeos e provavelmente outros espécimes diversos. Ex-relojoeiro, foi empregado de Godman e Salvin como secretário, e viu pela imprensa os 52 volumes da Biologia Centrali-Americana. Champion também preparou as seções de Coleoptera para publicação e escreveu os volumes e partes cobrindo Heteromera, Elateridae e Dascillidae, Cassidinae e Curculionidae. Ele descreveu mais de 4.000 espécies novas para a ciência neste trabalho.
Publicou 426 artigos, alguns nos Anais e Revista de História Natural, que também editou. Grande parte de seu trabalho foi com coleópteros exóticos, mas ele também escreveu trabalhos faunísticos, principalmente sobre besouros de Woking, Surrey, onde morava.
A partir de 1871, foi membro da Royal Entomological Society of London e membro do Entomological Society Council de 1875 a 1877. Ele foi bibliotecário de 1891 a 1920, e nomeado vice-presidente em 1925. Compilou o Catálogo e Suplemento da Biblioteca. Foi membro da Linnean Society e da Zoological Society of London. Ele também ajudou a fundar a South London Entomological and Natural History Society.

## Coleções
A coleção de besouros de Champion, incluindo mais de 150.000 espécimes e um número muito grande de tipos, está alojada no Museu de História Natural de Londres. Seus espécimes podem ser encontrados em outras grandes coleções, como o Hope Department of Entomology, Oxford.

## Legado
O campeão é comemorado nos nomes científicos de uma espécie de cobra panamenha, Geophis championi Boulenger, 1894, e uma espécie de besouro guatemalteco, Clinidium championi.